# Château du Joncmesnil
Le château du Joncmesnil est un manoir aux allures de château situé rue Bruyère du Fourneau 1 à Lambermont,  section de la ville belge de Verviers.

## Historique
Le bâtiment date de 1872 et est construit à la demande de la famille Mulle-Dewan. En 1897, il passe à M.F. Sagehomme, puis à sa fille, Mme Talmans, et ensuite à sa fille, la baronne De Heusch de la Zangrie. En 1918, il est acheté par le baron Louis Zurstrassen et son épouse, Marie-Josèphe Le Bon de Lapointe. Ils font encore embellir le château. Louis dirige ensuite l'entreprise familiale, comprenant une filature et une filature de laine, une société du nom de Hauzeur-Gérard fils. Pendant les années de crise des années 1960, le château passe aux mains d'un industriel allemand : Alfons Müller-Wipperfürth. Celui-ci acquiert l'entreprise textile Textile de Pepinster et fait construire une deuxième usine textile à Alleur sous le nom de Texter. Les deux usines font finalement faillite. De 1978 à 1985, le domaine est la propriété et la résidence du courtier allemand Herbert Hillebrand. Le château est finalement vendu à un groupe américain, après quoi il est exploité comme hôtel.
Le château est construit dans un style éclectique, avec une tour carrée en saillie. Il est situé dans un parc.